# Molinaseca
Molinaseca és un municipi de la província de Lleó a la comunitat autònoma de Castella i Lleó. Forma part de la comarca d'El Bierzo. Té una superfície de 79,27 km² amb una població de 895 habitants en 2017.

## Pedanies
- Acebo
- Castrillo del Monte
- Molinaseca
- Onamio
- Paradasolana
- Riego de Ambrós

## Demografia
| 1991 | 1996 | 2001 | 2004 |
| ---- | ---- | ---- | ---- |
| 743  | 815  | 771  | 750  |

## Història
L'origen i la importància de Molinaseca, està vinculat al Pont dels Peregrins, una construcció de planta romànica que s'eleva sobre el riu Meruelo. Ahí comença el poble, la part històrica del qual conclou als peus del vell creuer de pedra, dos símbols inequívocs de la seua tradició jacobea. El Camí de Sant Jaume Real travessa el poble pel carrer Reial d'arquitectura tradicional ben conservada i cases nobles, oferint serveis de restauració per als peregrins.
En l'Edat Mitjana, Molinaseca va pertànyer a un Senyoriu que depenia directament de l'autoritat real Alfons VI. El primer Senyor de la vila fou el comte Ramiro Froilaz, nebot del Cid Campeador.
D'este període, el segle xi, daten les seues primeres ermites i hospitals: Ermita de Nostra Senyora de les Angustias, de Santa Marina, del Hospital, de Sant Roc. En 1605, a principis del segle xvii, existiren mines de ferro en les rodalies de la localitat.